# Аньго (місто)
Аньго (кит. спр. 安国市, піньїнь: Ānguó Shì) — місто-повіт в китайській провінції Хебей, складова міста Баодін.

## Географія
Аньго розташовується на висоті близько 34 метрів над рівнем моря, лежить на Великій Китайській рівнині.

### Клімат
Місто розташоване у зоні, котра характеризується кліматом степів і напівпустель. Найтепліший місяць — липень із середньою температурою 26,8 °C. Найхолодніший місяць — січень, із середньою температурою -3.5 °С.
| Клімат Аньго            | Клімат Аньго | Клімат Аньго | Клімат Аньго | Клімат Аньго | Клімат Аньго | Клімат Аньго | Клімат Аньго | Клімат Аньго | Клімат Аньго | Клімат Аньго | Клімат Аньго | Клімат Аньго | Клімат Аньго |
| Показник                | Січ.         | Лют.         | Бер.         | Квіт.        | Трав.        | Черв.        | Лип.         | Серп.        | Вер.         | Жовт.        | Лист.        | Груд.        | Рік          |
| Середній максимум, °C   | 2,8          | 6,7          | 13,5         | 21,4         | 26,9         | 31,7         | 31,9         | 30,2         | 26,5         | 20,5         | 11,1         | 4,3          | 19           |
| Середня температура, °C | −3,5         | 0,2          | 6,8          | 14,7         | 20,4         | 25,3         | 26,8         | 25,3         | 20,3         | 13,7         | 4,8          | −1,4         | 12,8         |
| Середній мінімум, °C    | −8,4         | −4,8         | 1,1          | 8,4          | 14,1         | 19,3         | 22,4         | 21,1         | 15,2         | 8,2          | 0,1          | −5,7         | 7,6          |
| Норма опадів, мм        | 2.4          | 4.5          | 9.7          | 21.8         | 31.7         | 58.1         | 126.2        | 121.4        | 56.8         | 22           | 11.4         | 2.2          | 468.2        |
| Вологість повітря, %    | 57           | 52           | 52           | 55           | 61           | 62           | 76           | 80           | 75           | 68           | 67           | 62           | 63.9         |
| ----------------------- | ------------ | ------------ | ------------ | ------------ | ------------ | ------------ | ------------ | ------------ | ------------ | ------------ | ------------ | ------------ | ------------ |
| Джерело: data.cma.cn    |              |              |              |              |              |              |              |              |              |              |              |              |              |